# Jancsó Noémi

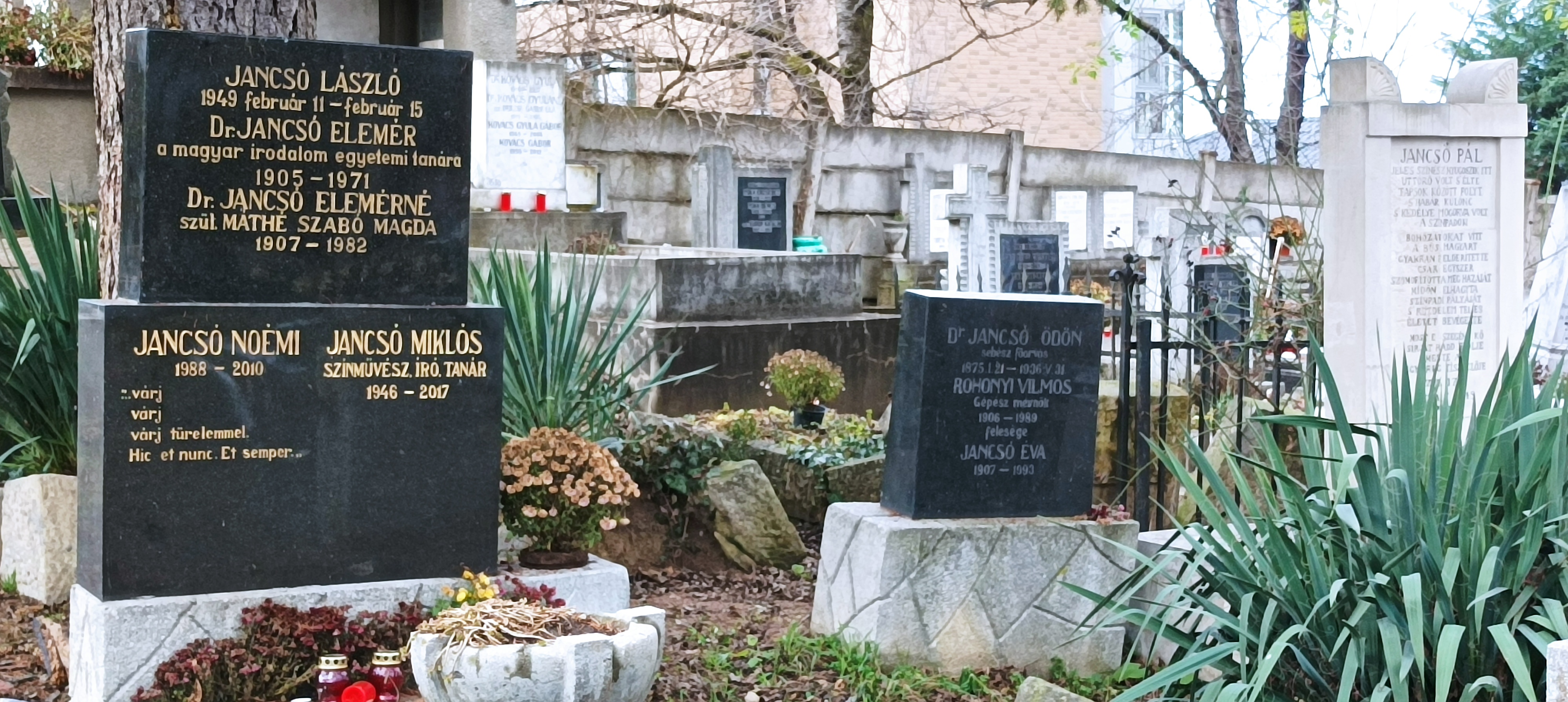
Sírja a Házsongárdi temetőben (Kertek rész) – bal oldali sírkő

Jancsó Noémi (Kolozsvár, 1988. március 7. – Kolozsvár, 2010. július 25.) romániai magyar költő, prózaíró.

## Életrajza
Édesanyja Rekita Rozália színművésznő, édesapja dr. Jancsó Miklós színész, előadóművész, író, egyetemi tanár, testvére Jancsó Hajnal rendező, a Jancsó Noémi Egyesület elnöke. Apai ágról nagyszülei: dr. Jancsó Elemér irodalomtörténész, kritikus, szerkesztő és Máthé-Szabó Magda.
Középiskolai tanulmányait a kolozsvári Apáczai Csere János Elméleti Líceumban végezte. A Szép magyar beszéd-verseny (2005) és a Versben bujdosó-verseny (2006) kitüntetettje. 2008-tól kezdődően a kolozsvári Babeș–Bolyai Tudományegyetem Bölcsészkarán volt klasszika-filológia és angol szakos hallgató.
2008 és 2009 között a kolozsvári Bretter György Irodalmi Kör elnöke volt.
Életének közúti baleset vetett véget, amikor kerékpárját tolva, a közlekedési szabályokat betartva átkelt Szászfenes egyik forgalmas gyalogátjáróján. A Jancsó Noémi halálát okozó autóvezető nem vette figyelembe a gyalogosok átkelési jogát.

## Művei
- Emotikon. Novellák, versek. Erdélyi Híradó Kiadó, Kolozsvár, 2008
- Rövidprózai művek és versek publikálása 2005 és 2008 között a Helikon, Irodalmi Jelen, Műút, Napút és további szépirodalmi folyóiratokban
- A webkamera-arc. Posztumusz kötet. Erdélyi Híradó Kiadó – Előretolt Helyőrség, Kolozsvár, 2012

## Eredményei, díjai
- I. helyezés a Mikes Kelemen Országos Magyar Nyelv és Irodalom Tantárgyversenyen (2002)
- Kazinczy-érem a győri Szép Magyar Beszéd nyelvhasználati verseny Kárpát-medencei szakaszán (2005)
- Sátoraljaújhely Emlékplakett és különdíj a sátoraljaújhelyi Édes Anyanyelvünk nyelvhasználati verseny Kárpát-medencei szakaszán (2005)
- I. helyezés és különdíj a Mikes Kelemen Országos Magyar Nyelv és Irodalom Tantárgyversenyen (2006)
- Dicséret az Erdélyi Tudományos Diákköri Konferencián, Boethius De Consolatione Philosophiae című művéről írt értekezésért (2007)
- Dicséret az Erdélyi Tudományos Diákköri Konferencián, Dragomán György: A fehér király című regényéről írt esszéért (2008)
- Communitas alkotói ösztöndíj, irodalom kategória (2008)
- Méhes György debütdíj az Emotikon című kötetért (2008)